# Nocturne (jeu vidéo)
Pour les articles homonymes, voir Nocturne.
 (juin 2019).
Si vous disposez d'ouvrages ou d'articles de référence ou si vous connaissez des sites web de qualité traitant du thème abordé ici, merci de compléter l'article en donnant les références utiles à sa vérifiabilité et en les liant à la section « Notes et références ».
Nocturne est un jeu vidéo d'action sorti en 1999 sur PC. Il a été développé par Terminal Reality et édité par Gathering of Developers. Nocturne met en scène un personnage mystérieux se nommant l'Étranger qui travaille pour Spookhouse, agence de lutte contre les phénomènes surnaturels fondé par Theodore Roosevelt en 1903. Le jeu se déroule entre les années 1920 et 1942. Spookhouse doit intervenir à la suite de la présence de loups-garous, vampires, zombies ou encore diablotins dans le monde entier.

## Système de jeu
Ce jeu repose principalement sur les jeux de lumières et l'obscurité quasi permanente des différents niveaux. Un paramétrage précis est d'ailleurs proposé au cours du premier lancement afin de mieux apprécier l'ambiance glaciale du jeu et de frissonner dans le noir pour un meilleur rendu. Comme beaucoup d'autres jeux de survival horror, les décors sont figés et les angles de vue varient en fonction du placement du personnage dans le décor. Les textures 3D sont vraiment très poussées pour l'époque et on pourra admirer le flottement du long manteau de l'Étranger, rappelant celui de Max Payne dans le jeu homonyme. Enfin, on pourra apprécier le système Auto-aim qui permet de viser automatiquement les ennemis proches, ce qui simplifie fortement le gameplay.

## Histoire

### Chapitre I: Royaume ténébreux du Roi Vampire
L'Étranger doit faire une investigation auprès de Svetlana Lupescu (demi-vampire au service de Spookhouse) sur de mystérieux événements apparus aux alentours d'un château isolé dans une zone montagneuse de l'Allemagne. Il semblerait que les disparitions de villageois et que la présence de loups-garous soient liées à la présence dans le secteur d'un artefact cher aux vampires: la pierre de Yatgi. De plus, certains disent que le château appartient à une dynastie de vampires.

### Chapitre II: Tombe du Dieu souterrain
L'Étranger doit se rendre en urgence dans un bourg du Texas où une contamination aurait transformé les habitants em zombies. Les médecins envoyés par le gouvernement n'ont pas donné de nouvelles depuis leur arrivée sur les lieux, tout comme Scat Dazzle, agent de Spookhouse spécialiste de la magie voodoo, envoyé en premier lieu.

Après avoir secouru son collègue ainsi que les survivants, l'Étranger descendra dans la mine abandonnée, là où semble se regrouper les habitants zombifiés pour servir d'étranges créatures insectoïdes vouant un culte au "Dieu souterrain".

### Chapitre III: Massacre dans la ville venteuse
En pleine Prohibition, la guerre des gangs fait rage dans Chicago et Al Capone a trouvé un moyen audacieux de dominer ses rivaux et de braver la police : redonner vie à ses hommes de mains abattus en manipulant les corps dans un circuit complexe de produits chimiques et de stimuli électriques, à la manière de Frankenstein. L'Étranger est donc envoyé dans cette ville venteuse pour mettre fin au projet de Capone et débarrasser la ville des gangsters recousus grâce aux rafales de la célèbre mitraillette Tommy gun.

### Chapitre IV: La Maison aux confins de l'Enfer
Un ancien agent de Spookhouse nommé Hamilton Killian a demandé l'aide du meilleur agent encore en service, à savoir l'Etranger, afin de débarrasser le cimetière avoisinant son manoir parisien des diablotins y s'étant installés. Mais tout ceci n'est qu'un prétexte pour attirer l'Étranger dans un piège. Killian supporte mal la retraite et veut voir si l'Étranger est aussi bon que lui y était! Pour cela, l'Étranger se retrouve dans le manoir de Killian qui n'est autre qu'un labyrinthe infernal où sont aussi enfermés une panoplie de monstres dont l'agent Moloch.

## Postérité
Malgré la fin qui laisse deviner une suite inévitable, il n'y a jamais eu de Nocturne 2. Cependant, le jeu BloodRayne développé lui aussi par Terminal Reality met en scène Rayne, mi-humaine mi-vampire, avec une tenue quasi identique à la partenaire de l'Étranger (Svetlana), travaillant pour une agence similaire à Spookhouse et entrant en jeu durant les années 1940 (là où se termine Nocturne). De plus, le dernier niveau de Bloodrayne se déroule aux château de Gaustadt, lieu de la première mission de l'Étranger dans Nocturne. On trouve donc beaucoup de coïncidences mais rien n'a jamais été confirmé.
D'autre part les développeurs de Terminal Reality, Human Head et Ritual on chacun réalisés un jeu basé sur le film blair witch en utilisant le moteur de Nocturne. Le Premier à être sorti (Celui réalisé par Terminal Reality) est un cross over entre l'univers du jeu Nocturne et l'univers du film blair witch. 1941, Elspeth "Doc" Holliday sera envoyée à Burkitsville pour enquêter sur la sorcière de Blair. Découvrant que derrière les évènements paranormaux qui ont eu lieu dans la région depuis plus d'un siècle sont en fait dus à un démon indien, elle décide de le contrer sur son propre terrain, avec l'aide de l'Étranger, personnage principal de Nocturne.
Bien que sans rapport direct avec Nocturne, à la localisation de Shin Megami Tensei III Nocturne, le nom Nocturne était encore une marque déposée lors de la sortie du jeu, Atlus fut donc obligé de payer des droits a Terminal Reality afin d'utiliser le mot Nocturne pour le titre du jeu. Ghoslight qui se chargea de la version européenne évita le problème en renommant le jeu Lucifer's call.